# Tag des Bergmanns und des Energiearbeiters

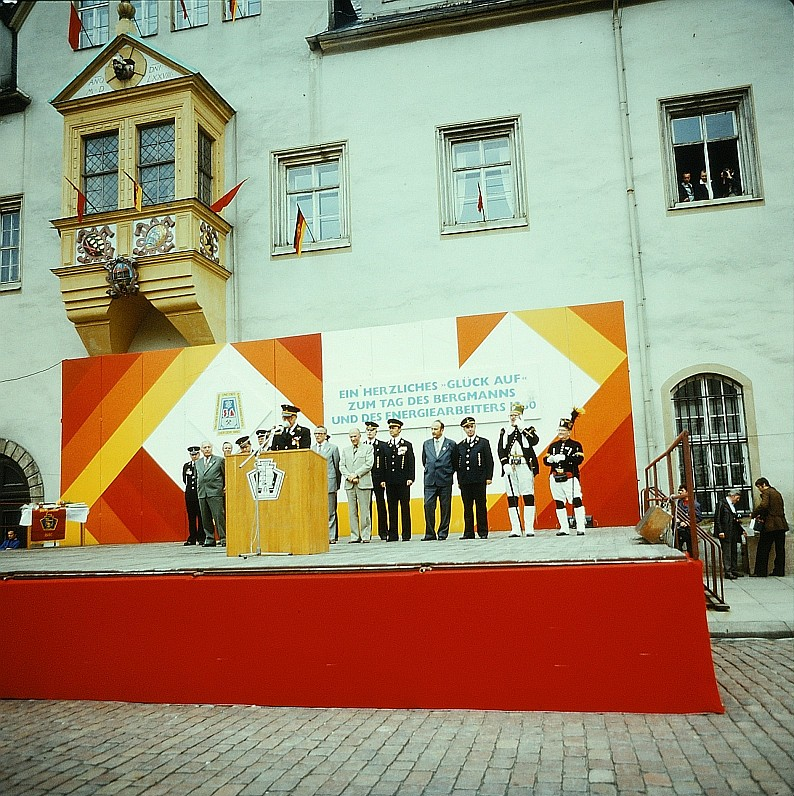
Tag des Bergmanns und des Energiearbeiters, Freiberg, 6. Juli 1980

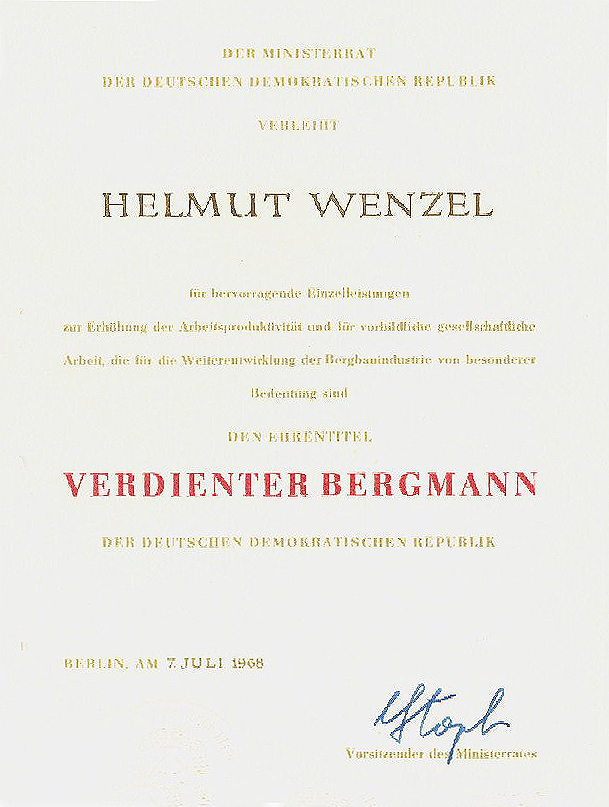
Urkunde „Verdienter Bergmann der DDR“, verliehen am 7. Juli 1968

Den Tag des Bergmanns und des Energiearbeiters war ein Ehrentag der Bergleute und seit 1975 auch der Energiearbeiter in der Deutschen Demokratischen Republik. Er fand jährlich am 1. Sonntag des Monats Juli statt und wurde zum Anlass genommen, um verdienstvolle Bergleute und Energiearbeiter öffentlich auszuzeichnen.

## Geschichte

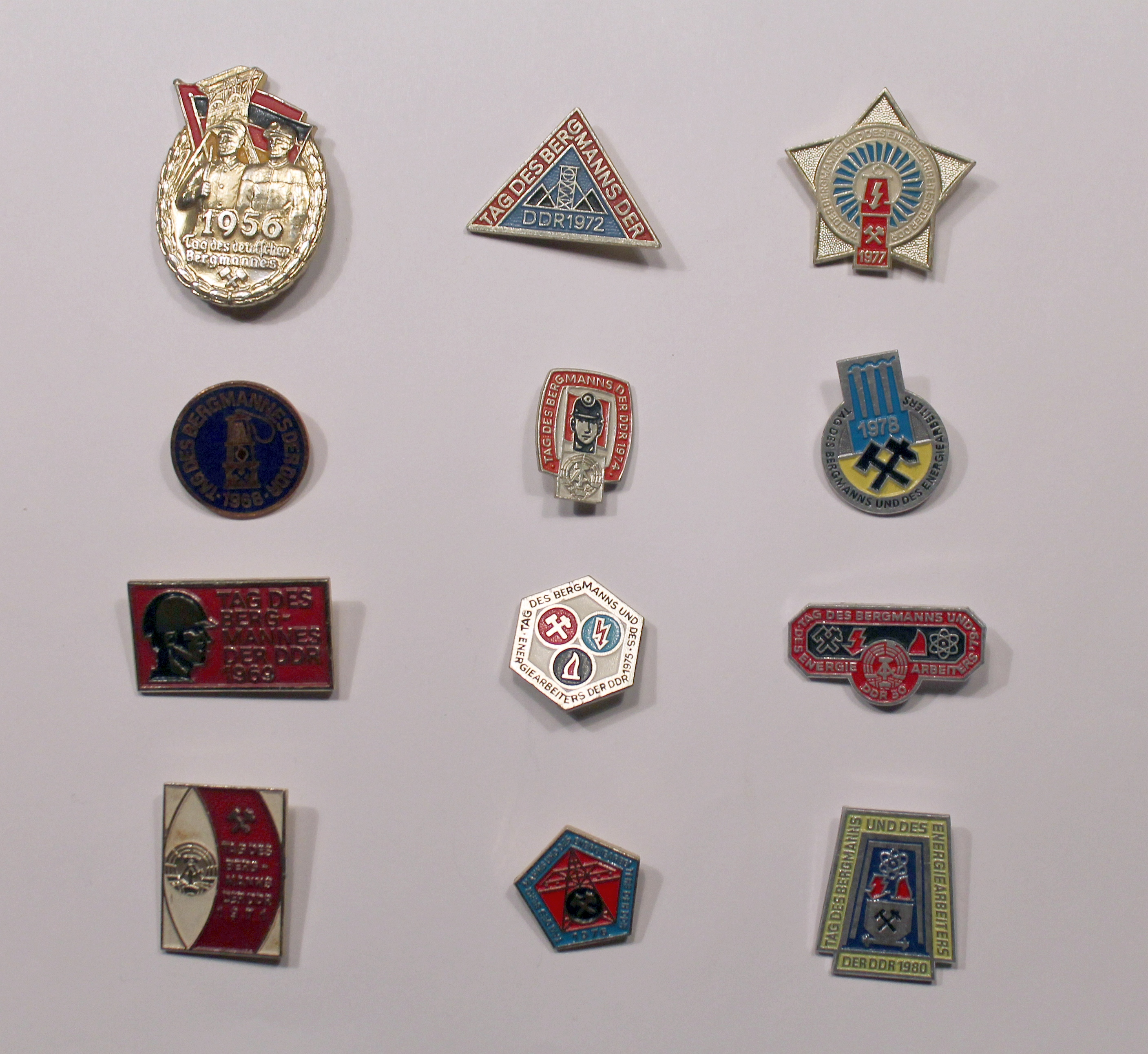
Abzeichen zum Tag des Bergmanns

Als Teil der am 10. August 1950 verabschiedeten „Verordnung zur Verbesserung der Lage der Bergarbeiter“ wurde neben zusätzlicher Entlohnung, Habit, auch dieser Ehrentag eingeführt. Der erste Tag des Bergmanns fand bereits am 17. September 1950 statt. Seit dem darauffolgenden Jahr erfolgte die Ehrung jeweils am 1. Sonntag im Juli. Von 1951 bis 1967 hieß er Tag des deutschen Bergmanns, von 1968 bis 1974 Tag des Bergmanns der DDR und ab 1975 schließlich Tag des Bergmanns und des Energiearbeiters. Jeder Bergmann, der an den an diesem Tag stattfindenden Feierlichkeiten teilnahm, erhielt ein Abzeichen, das ein jährlich wechselndes bergmännisches Motiv aufwies sowie als Umschrift die jeweils aktuelle Bezeichnung und die Jahreszahl trug. Der Tag des Bergmanns hatte Volksfestcharakter; neben der offiziellen Feierstunde (meist im jeweiligen Kulturhaus der Grube) gab es verschiedene Veranstaltungen für die Kumpel, deren Familien und Gäste.
Da auch weitere Bereiche der Volkswirtschaft der DDR mit Ehrentagen gewürdigt werden sollten, wurde ab 1975 die Einführung weiterer Ehrentage und die Erweiterung bereits bestehender beschlossen.

## Ehrungen
An diesem Tag verliehene Ehrentitel waren z. B. Aktivist der sozialistischen Arbeit, Meisterhauer und Verdienter Bergmann der Deutschen Demokratischen Republik; seit 1975 auch Verdienter Energiearbeiter der Deutschen Demokratischen Republik.

## Nach 1990
In Teilen der ehemaligen DDR mit Bergbautradition wird der Tag bis heute, zum Teil mit Volksfest-Charakter, begangen.